# Tiêm thuốc độc

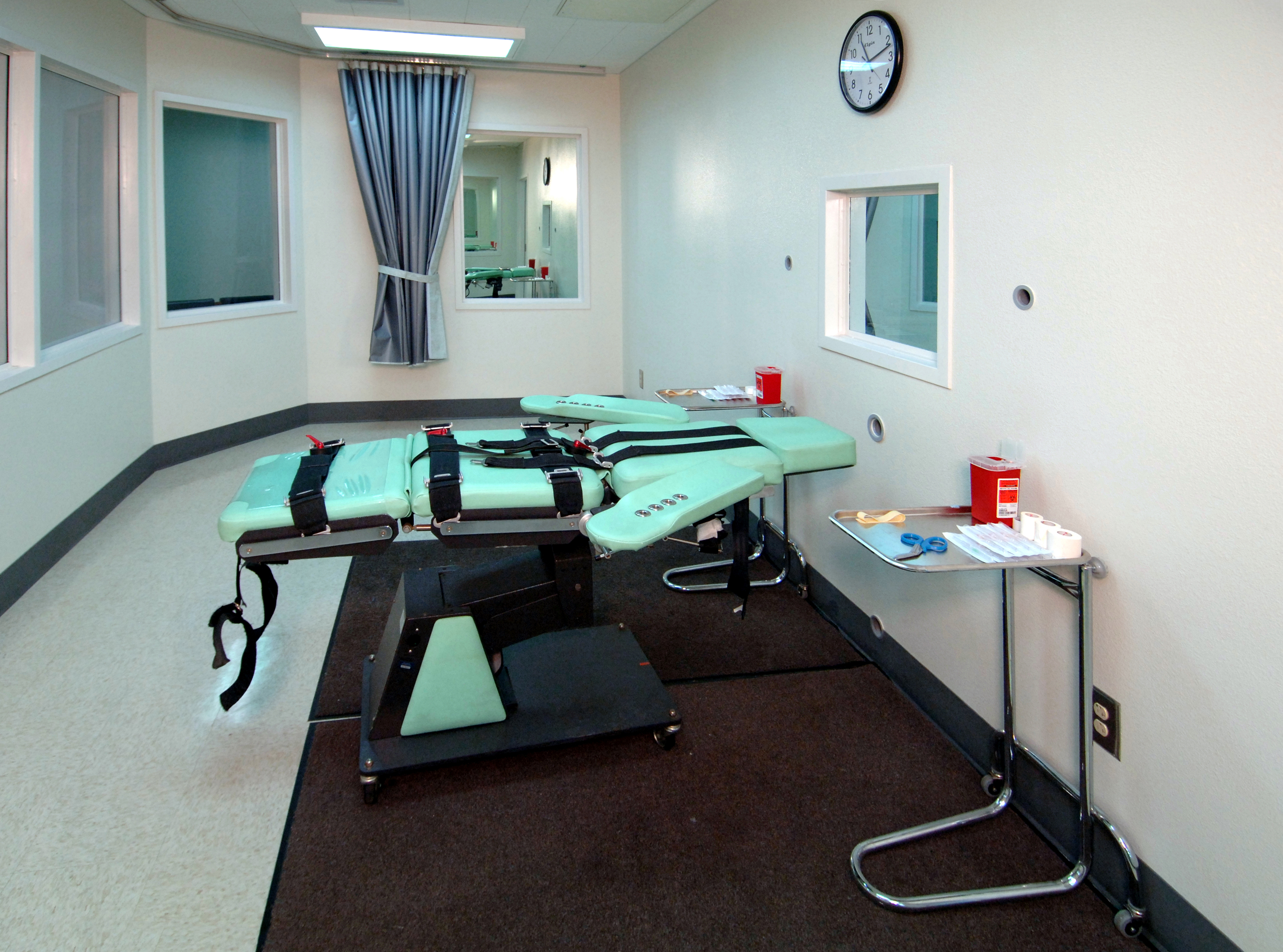
Phòng xử tử bằng tiêm thuốc độc tại nhà tù San Quentin ở California

Tiêm thuốc độc là cách tiêm vào cơ thể người một liều thuốc độc tổng hợp (thường gồm ba loại thuốc tiêm theo trình tự: midazolam để gây mê, thuốc tê để làm cơ bắp thịt và thần kinh ngưng hoạt động và muối kali để làm cho tim ngừng đập). Ứng dụng chính cho thủ tục này là hình phạt tội tử hình, nhưng thuật ngữ này cũng có thể được áp dụng theo nghĩa rộng hơn bao gồm cái chết êm ái và tự tử.
Từ thập niên 1980 biện pháp này càng ngày càng được sử dụng, được coi như là một cách xử tử nhân đạo thay thế cho ghế điện, treo cổ, xử bắn, phòng hơi ngạt, và các biện pháp khác.
Tiêm thuốc độc lần đầu tiên được phát triển ở Hoa Kỳ, hiện tại nó cũng là một phương thức hợp pháp để xử tử hình ở Trung Quốc, Thái Lan, Guatemala, Maldives và Việt Nam, mặc dù Guatemala đã không xử tử người nào từ năm 2000. Nó cũng được sử dụng ở Philippines cho đến khi nước này bãi bỏ án tử hình năm 2006.

## Ứng dụng

### Dưới thời Đức quốc xã
Tại Đức tiêm thuốc độc đã được đề nghị bởi bác sĩ Karl Brandt trong chương trình gọi là Euthanasie-Programm của đảng Quốc xã với mục đích làm sạch sẽ nòi giống Đức. Ngoài ra cách thành viên tổ chức quân đội SS của đảng Quốc xã cũng dùng thuốc độc chích thẳng vào cơ tim của các bệnh nhân và các tù nhân bị kết án tử hình tại trại tập trung Auschwitz-Birkenau, Buchenwald, Mauthausen. Một nạn nhân có tiếng là cựu nhóm trưởng của đảng SPD trong quốc hội Đức dưới thời Cộng hòa Weimar, Ernst Heilmann, người mà vào ngày 3 tháng tư 1940 bị thành viên SS Martin Sommer tiêm thuốc độc chết.

### Việt Nam
- Ngày 17 tháng 6 năm 2010, tại kỳ họp thứ 7 của Quốc hội khoá XII, Quốc hội Việt Nam đã phê chuẩn Luật số 53/2010/QH12: Luật Thi hành án hình sự. Theo đó, việc thi hành án tử hình bằng hình thức tiêm thuốc độc được quy định tại Điều 59 của Luật này. Chủ tịch Quốc hội Nguyễn Phú Trọng là người thay mặt Quốc hội ký ban hành Luật này.[4] Luật số 53/2010/QH12 có hiệu lực thi hành từ ngày 1 tháng 7 năm 2011, qua đó chính thức chấm dứt hình thức tử hình bằng biện pháp xử bắn ở Việt Nam.[4]
- Ở Việt Nam, một trong những phạm nhân nổi bật được tiêm thuốc độc là tử tù Nguyễn Hải Dương, hung thủ chính trong vụ thảm sát 6 người kinh hoàng ở Bình Phước, vụ án đã gây chấn động dư luận tháng 7 năm 2015. Hải Dương đã bị xử tử bằng hình thức này vào sáng ngày 17 tháng 11 năm 2017 tại phòng thi hành án ở Bình Dương.[5]

## Thuốc sử dụng

### Quy trình tiêm thuốc độc thông thường
Thông thường, ba loại thuốc được sử dụng trong tử hình tiêm thuốc độc. Natri thiopental được sử dụng để gây bất tỉnh, pancuronium bromide (Pavulon) để gây tê liệt cơ và ngừng hô hấp, và kali chloride để ngừng tim.

#### Midazolam
- Liều lượng chết người: 50-100 gram

Midazolam là một loại barbiturat hoạt động cực ngắn, thường được sử dụng cho gây tê cảm giác và gây hôn mê trong y học. Liều gây mê điển hình là 50 gram. Quá trình mất ý thức xảy ra sau 30-45 giây với liều lượng điển hình, trong khi liều lượng 100 gram (gấp 14 lần so với liều bình thường) sẽ gây ra bất tỉnh sau10 giây.
Một liều đầy đủ midazolam đến não trong khoảng 50 giây, gây ra trạng thái bất tỉnh. Khoảng từ 5 đến 20 phút sau khi tiêm, còn khoảng 15% thuốc nằm trong não, phần còn lại ở các bộ phận khác của cơ thể.

#### Vecuronium bromide (Norcuron)
- Liều lượng chết người: 100 milligram

Vecuronium bromide (tên thương mại: Norcuron): Thuốc curare có liên quan, như vecuronium, là một chất làm giãn cơ không khử cực chặn hoạt động của acetylcholine ở đĩa cuối vận động của mối nối dây thần kinh cơ. Kết nối acetylcholine với các thụ thể trên tấm cuối gây ra sự khử cực và co lại của sợi cơ; các thuốc chống thần kinh cơ không khử cực như vecuronium ngăn chặn sự kết nối này.
Liều điển hình cho vecuronium bromide trong tiêm thuốc độc là 0.2 mg/kg và thời gian tê liệt là khoảng 4-8 giờ. Việc tê liệt các cơ hô hấp sẽ dẫn đến tử vong trong một thời gian ngắn hơn đáng kể.

#### Muối Kali chloride dạng dung dịch (Potassium Chloride)
- Liều lượng chết người: 100 mEq (milliequivalent)

Kali là chất điện phân, trong đó 98% nằm trong tế bào, 2% còn lại bên ngoài tế bào. Nó có ý nghĩa rất lớn đối với các tế bào tạo ra tiềm năng hoạt động. Các bác sĩ kê toa kali cho bệnh nhân khi mức kali trong máu không đủ, gọi là hạ kali huyết. Kali có thể được cho uống, đó là con đường an toàn nhất; hoặc nó có thể được tiêm tĩnh mạch, trong trường hợp đó cần áp dụng các quy tắc nghiêm ngặt và các quy trình bệnh viện để điều chỉnh tỷ lệ cung cấp.
Liều tiêm tĩnh mạch thông thường là 10-20 mEq mỗi giờ và nó được đưa vào từ từ vì phải mất thời gian để chất điện phân cân bằng trong tế bào. Khi được sử dụng trong trường hợp tiêm thuốc độc, tiêm kali chloride ảnh hưởng đến sự dẫn điện của cơ tim. Việc tăng kali máu, làm cho điện thế nghỉ ngơi của các tế bào cơ tim thấp hơn bình thường (ít âm hơn). Nếu không có điện thế âm này, các tế bào tim không thể đảo cực (để chuẩn bị cho kỳ co bóp tiếp theo).

## Tranh cãi

### Phản đối
Những người phản đối tiêm thuốc độc đã lên tiếng lo ngại rằng lạm dụng và thậm chí là hành vi hình sự có thể xảy ra nếu không có một hệ thống quản lý phù hợp để quy định rõ ai được quyền mua thuốc độc dùng trong việc này.

#### Tàn nhẫn và bất thường
Thỉnh thoảng, những khó khăn khi tiêm thuốc độc cũng xảy ra, đôi khi mất hơn nửa giờ để tìm một tĩnh mạch phù hợp. Thông thường, những người bị kết án có lịch sử tiêm chích ma túy thì khó tìm ven tĩnh mạch hơn. Những người phản đối cũng cho rằng việc tiêm tĩnh mạch tốn quá nhiều thời gian nên nó là hình phạt tàn nhẫn và bất thường. Ngoài ra, những người phản đối chỉ ra nếu việc tiêm tĩnh mạch thất bại, hoặc khi các phản ứng bất lợi đối với thuốc hoặc sự chậm trễ không cần thiết sẽ làm kéo dài quá trình xử tử hình.
Vào ngày 13 tháng 12 năm 2006, Angel Nieves Diaz đã bị tiêm thuốc độc nhưng không chết ngay tại Florida. Diaz đã 55 tuổi, và đã bị kết án tử hình vì tội giết người. Diaz đã không chết ngay cả sau khi bị tiêm 35 phút, khiến bác sĩ phải tiêm một liều thuốc thứ hai để hoàn thành việc tử hình. Thoạt đầu, một phát ngôn viên nhà tù đã bác bỏ việc Diaz đã phải chịu đựng cơn đau và tuyên bố liều tiêm thứ hai là cần thiết vì Diaz có một số bệnh gan. Sau khi khám nghiệm tử thi, bác sĩ William Hamilton đã tuyên bố rằng gan của Diaz hoàn toàn bình thường, nhưng kim đã đâm xuyên qua tĩnh mạch vào thịt của Diaz. Các hóa chất chết người sau đó đã được tiêm vào mô mềm, thay vì vào tĩnh mạch. Hai ngày sau vụ hành quyết, Thống đốc bang Jeb Bush đã đình chỉ tất cả các vụ xử tử hình trong tiểu bang này và chỉ định một ủy ban "để xem xét tính nhân văn và tính hợp hiến của việc tiêm thuốc độc." Lệnh đình chỉ đã được Thống đốc sau đó Charlie Crist bãi bỏ khi ông ký bản án tử hình cho Mark Dean Schwab vào ngày 18 tháng 7 năm 2007. Vào ngày 1 tháng 11 năm 2007, Tòa án tối cao Florida nhất trí duy trì các thủ tục tiêm thuốc độc của tiểu bang.
Một nghiên cứu được công bố năm 2007 trên tạp chí Peer-reviewed PLoS Medicine cho rằng "quan điểm thông thường về tiêm thuốc độc dẫn đến cái chết bình yên và không đau đớn là điều đáng nghi vấn".
Việc xử tử Romell Broom đã bị ngừng lại ở Ohio vào ngày 15 tháng 9 năm 2009, sau khi các quan chức nhà tù không tìm thấy tĩnh mạch sau 2 giờ cố gắng tìm trên cánh tay, chân, bàn tay và mắt cá chân. Điều này đã gây ra cuộc tranh luận gay gắt ở Hoa Kỳ về việc tiêm thuốc độc.
Dennis McGuire đã bị xử tử tại Lucasville, Ohio, vào ngày 17 tháng 1 năm 2014. Theo các phóng viên, việc tiêm thuốc độc cho McGuire mất hơn 20 phút và McGuire ngạt thở trong 10 đến 13 phút. Đây là lần sử dụng đầu tiên của một loại thuốc mới được sử dụng ở Ohio sau khi Liên minh châu Âu cấm xuất khẩu natri thiopental. Điều này dẫn đến chỉ trích mới về phương pháp dùng ba loại thuốc thông thường.
Clayton Lockett chết vì một cơn đau tim sau khi tiêm thuốc độc thất bại vào ngày 29 tháng 4 năm 2014, tại Nhà tù Hình sự bang Oklahoma ở McAlester, Oklahoma. Lockett đã được tiêm vào người một hỗn hợp chưa được kiểm tra của các loại thuốc mà trước đây chưa từng được sử dụng cho việc tiêm thuốc độc ở Hoa Kỳ. Lockett vẫn sống được 43 phút trước khi được tuyên bố là đã chết. Lockett co giật và nói trong quá trình tiêm, và cố gắng ngồi dậy sau khi bị tiêm 14 phút, mặc dù đã được tuyên bố là đã ngất vào thời điểm đó.

### Ủng hộ

#### Điểm chung
Sự kết hợp của một tác nhân cảm ứng barbiturat và một tác nhân gây tê liệt không phân cực được sử dụng trong hàng ngàn loại thuốc gây mê mỗi ngày. Những người ủng hộ án tử hình cho rằng trừ khi các bác sĩ gây mê đã sai trong 40 năm qua, việc sử dụng pentothal và pancuronium là an toàn và hiệu quả. Trong thực tế, kali được đưa ra trong phẫu thuật tim để gây liệt tim. Do đó, sự kết hợp của ba loại thuốc này vẫn còn được sử dụng cho đến ngày nay. Những người ủng hộ án tử hình suy đoán rằng các nhà thiết kế các phương pháp tiêm thuốc gây chết người cố ý sử dụng các loại thuốc tương tự như được sử dụng trong phẫu thuật hàng ngày để tránh tranh cãi. Điều chỉnh duy nhất là một liều barbiturat gây ra hôn mê lớn được đưa ra. Ngoài ra, các quy trình tương tự đã được sử dụng ở các quốc gia hỗ trợ tự tử hoặc trợ giúp tự tử từ bác sĩ.

#### Nhận thức khi bị gây mê
Thiopental là một loại thuốc nhanh chóng và hiệu quả để gây bất tỉnh, vì nó gây mất ý thức khi lưu thông qua não do tính làm giảm sức căng bề mặt cao. Chỉ có một vài loại thuốc khác, chẳng hạn như methohexital, etomidate hoặc propofol, có khả năng gây mê rất nhanh. (Các chất ma túy như fentanyl không đủ làm chất gây mê.) Những người ủng hộ lập luận rằng vì thiopental được dùng với liều cao hơn nhiều so với các liều lượng chất hôn mê do y tế gây ra, nên thực sự không thể làm người chịu tội tỉnh dậy.
Nhận thức khi gây mê xảy ra khi gây mê toàn thân được duy trì không đầy đủ, vì một số lý do. Thông thường, gây mê được 'gây ra' bằng thuốc tiêm tĩnh mạch, nhưng 'được duy trì' bằng thuốc gây mê dạng hít do bác sĩ gây mê hoặc bác sĩ gây mê (lưu ý rằng có một số phương pháp khác để duy trì gây mê một cách an toàn và hiệu quả). Barbiturat chỉ được sử dụng để gây mê và những thuốc này gây mê nhanh chóng và đáng tin cậy, nhưng nhanh chóng hết tác dụng. Một loại thuốc chặn thần kinh cơ sau đó có thể được đưa ra để gây tê liệt tạo điều kiện cho đặt nội khí quản, mặc dù điều này không phải lúc nào cũng được yêu cầu. Bác sĩ gây mê hoặc y tá gây mê có trách nhiệm đảm bảo rằng kỹ thuật duy trì (thường là hít phải) được bắt đầu ngay sau khi cảm ứng để ngăn bệnh nhân thức dậy.
Gây mê toàn thân không được duy trì bằng thuốc barbiturat. Một liều cảm ứng của thiopental sẽ biến mất sau vài phút vì thiopental phân phối lại từ não đến phần còn lại của cơ thể rất nhanh. Tuy nhiên, nó có thời gian bán hủy dài, điều đó có nghĩa là cần một thời gian dài để loại bỏ thuốc khỏi cơ thể. Nếu dùng liều ban đầu rất lớn, ít hoặc không có sự phân phối lại (vì cơ thể đã bão hòa với thuốc), điều đó có nghĩa là sự phục hồi ý thức đòi hỏi phải loại bỏ thuốc khỏi cơ thể, điều này không chỉ chậm (uống nhiều giờ hoặc ngày), nhưng không thể đoán trước được trong thời gian, làm cho barbiturat rất không đạt yêu cầu để duy trì thuốc mê.
Thiopental có thời gian bán hủy khoảng 11,5 giờ (nhưng tác dụng của một liều duy nhất chấm dứt trong vòng vài phút bằng cách phân phối lại thuốc từ não đến các mô ngoại biên) và phenobarbital có tác dụng kéo dài khoảng 4 phút 5 ngày. Nó tương phản với thuốc gây mê dạng hít có thời gian bán hủy cực ngắn và cho phép bệnh nhân thức dậy nhanh chóng và dự đoán sau phẫu thuật.
Thời gian trung bình đến chết khi một giao thức tiêm gây chết người đã được bắt đầu là khoảng 7 đến 11 phút. Vì chỉ mất khoảng 30 giây để thiopental gây mê, 30 phút45 giây để pancuronium gây tê liệt và khoảng 30 giây để kali ngừng tim, về mặt lý thuyết có thể đạt được chỉ trong 90 giây. Cho rằng cần có thời gian để quản lý thuốc, thời gian để dòng tự xả, thời gian thay đổi thuốc được quản lý và thời gian để đảm bảo rằng cái chết đã xảy ra, toàn bộ quá trình mất khoảng 7 phút11. Các khía cạnh thủ tục trong việc tuyên bố cái chết cũng góp phần trì hoãn, vì vậy người bị kết án thường bị tuyên là đã chết trong vòng 10 đến 20 phút kể từ khi bắt đầu dùng thuốc. Những người ủng hộ án tử hình nói rằng một liều thiopental khổng lồ, gấp từ 14 đến 20 lần liều gây mê và có khả năng gây hôn mê y tế kéo dài 60 giờ, không bao giờ có thể hết sau 10 đến 20 phút.

#### Hiệu ứng pha loãng
Những người ủng hộ án tử hình tuyên bố rằng tuyên bố rằng pancuronium làm loãng liều natri thiopental là sai lầm. Những người ủng hộ lập luận rằng pancuronium và thiopental thường được sử dụng cùng nhau trong phẫu thuật mỗi ngày và nếu có tác dụng pha loãng, đó sẽ là tương tác thuốc được biết đến.
Tương tác thuốc là một chủ đề phức tạp. Một số tương tác thuốc có thể được phân loại đơn giản là tương tác hiệp đồng hoặc ức chế. Ngoài ra, tương tác thuốc có thể xảy ra trực tiếp tại vị trí tác dụng, thông qua các con đường thông thường hoặc gián tiếp thông qua chuyển hóa thuốc ở gan hoặc thông qua đào thải ở thận. Pancuronium và thiopental có các vị trí tác dụng khác nhau, một ở não và một ở ngã ba thần kinh cơ. Vì thời gian bán hủy của thiopental là 11,5 giờ, quá trình chuyển hóa của thuốc không phải là vấn đề khi xử lý khung thời gian ngắn trong tiêm thuốc gây chết người. Giải thích hợp lý duy nhất khác sẽ là một cách trực tiếp, hoặc một trong đó hai hợp chất tương tác với nhau. Những người ủng hộ án tử hình cho rằng lý thuyết này không đúng. Họ tuyên bố rằng ngay cả khi 100   mg pancuronium ngăn ngừa trực tiếp 500   mg thiopental từ khi làm việc, đủ thiopental để gây hôn mê sẽ có mặt trong 50 giờ. Ngoài ra, nếu sự tương tác này xảy ra, thì pancuronium sẽ không có khả năng gây tê liệt. 
Những người ủng hộ án tử hình tuyên bố rằng tuyên bố rằng pancuronium ngăn thiopental hoạt động, nhưng vẫn có khả năng gây tê liệt, không dựa trên bất kỳ bằng chứng khoa học nào và là tương tác thuốc chưa từng được ghi nhận cho bất kỳ loại thuốc nào khác. 

## Cấm bán
- Từ ngày 21 tháng 12 năm 2011, Liên minh châu Âu mở rộng các hạn chế thương mại để ngăn chặn việc xuất khẩu các sản phẩm thuốc được dùng cho án tử hình, nói rằng "Liên minh không chấp nhận hình phạt tử hình trong mọi trường hợp và hoạt động để nó được bãi bỏ khắp mọi nơi".[18]
- Trong tháng 5 năm 2016, Pfizer là hãng sản xuất dược phẩm cuối cùng trong số hơn 20 hãng tuyên bố cấm không cho bán thuốc được dùng cho án tử hình.[19]